# Ixos sumatranus
Ixos sumatranus (оливник суматранський) — вид горобцеподібних птахів родини бюльбюлевих (Pycnonotidae). Ендемік Індонезії. Раніше вважався підвидом зеленокрилого оливника.

## Поширення і екологія
Суматранські оливники є ендеміками Суматри. Вони живуть у вологих гірських і рівнинних тропічних лісах. Зустрічаються на висоті від 800 до 3000 м над рівнем моря.